# Uri Zohar
Uri Zohar (Tel Aviv, 4 de novembro de 1935
– Jerusalém, 2 de junho de 2022) fundou e dirige Lev LeAchim.

## Carreira
Ele era um famoso diretor de cinema, ator e comediante israelense antes de se tornar um baal teshuva. Foi um dos mais influentes cineastas no cinema de Israel. Entre seus filmes famosos: Hor Ba Levana, Metzitzim, e Einaim gdolot.

## Trabalhos publicados
- My Friends, We Were Robbed[2]
- Waking Up Jewish[3]

## Filmografia
- he (1962)
- Hole in the Moon (1964)
- he (1966)
- Three Days and a Child (1967)
- Every Bastard a King (1968)
- Hitromamut (1970)
- The Hero (1971)
- Metzitzim (1973)
- Ha-Tarnegol (1973)[4]
- he (1974)
- Hatzilu Et HaMatzil (1977)[5]

## Morte
Ele morreu aos 86 anos em 2 de junho de 2022. Ele deixou sua segunda esposa Eliya Shuster, uma ex-atriz que participou de um filme que ele dirigiu, seus sete filhos e vários netos.